# Набережне (Охтирський район)
Набережне́ — село в Україні, у Боромлянській громаді Охтирського району Сумської області. Населення становить 305 осіб. Колишній орган місцевого самоврядування — Гребениківська сільська рада.

## Географія
Село Набережне знаходиться біля витоків річки Бобрик. На відстані в 0,5 км розташоване село Гребениківка. На річці кілька загат. Поруч проходить автомобільна дорога Н12.

## Історія
Село постраждало внаслідок геноциду українського народу, проведеного урядом СССР в 1932—1933 роках.
12 червня 2020 року, відповідно до розпорядження Кабінету Міністрів України № 723-р «Про визначення адміністративних центрів та затвердження територій територіальних громад Сумської області», село увійшло до складу Боромлянської сільської громади.
19 липня 2020 року, в результаті адміністративно-територіальної реформи та ліквідації Тростянецького району, громада увійшла до складу новоутвореного Охтирського району.

## Населення

### Мова
Розподіл населення за рідною мовою за даними перепису 2001 року:
| Мова       | Кількість | Відсоток |
| ---------- | --------- | -------- |
| українська | 294       | 96.39%   |
| російська  | 11        | 3.61%    |
| Усього     | 305       | 100%     |

## Відомі особистості
В поселенні народився:
- Овчаров Степан Полікарпович (1903—1951) — радянський вояк.